# Rignac (Lot)
 Rignac  es una comuna y población de Francia, en la región de Mediodía-Pirineos, departamento de Lot, en el distrito de Gourdon y cantón de Gramat.
Su población en el censo de 1999 era de 258 habitantes.
Está integrada en la Communauté de communes du Pays de Padirac .

## Demografía
| 200 | 213 | 175 | 200 | 229 | 258 |
| Para los censos de 1962 a 1999 la población legal corresponde a la población sin duplicidades (Fuente: INSEE [Consultar]) |     |     |     |     |     |